# Reator CIRUS
CIRUS (Canadian-Indian Reactor Uranium System), foi um reator de pesquisa no Bhabha Atomic Research Center (BARC) em Trombay perto de Mumbai, na Índia. CIRUS foi fornecido pelo Canadá em 1954, mas usava água pesada (óxido de deutério) fornecido pelos Estados Unidos. Ele foi o segundo reator nuclear a ser construído na Índia.
Ele foi modelado com base no National Research X-perimental reactor (NRX) da Canadian Chalk River. O reator de 40 MW utilizava urânio natural como combustível, enquanto usava água pesada como moderador. Era um reator do tipo piscina com um núcleo de 3.14 m (altura) × 2.67 m. Ele se tornou crítico pela primeira vez em 10 de julho de 1960.
O reator não estava sob a salvaguarda da AIEA(que não existia quando o reator foi vendido), embora o Canadá estipulou, e o contrato com os EUA de fornecimento de água pesada especificou explicitamente que o reator seria usado apenas para fins pacíficos. No entanto, CIRUS produziu parte do plutônio para o Programa de Armas Nucleares da Índia no seu início. Bem como o plutônio usado na Índia em 1974 no seu primeiro teste nuclear, Pokhran-I, (Codinome Smiling Buddha).Com um fator de capacidade de 50% a 80%, o CIRUS podia produzir entre 6.6–10.5 kg de plutônio por ano.
CIRUS foi desativado em setembro de 1997, para renovação e com a volta a operação agendada para 2003. O reator foi trazido de volta a operação com 2 anos de atraso no final de 2005. Durante a reforma, uma unidade de dessalinização de baixa temperatura baseada em vácuo foi acoplada ao reator para servir de demonstração da utilização de calor residual a partir de um reator nuclear de investigação de dessalinização de água do mar. Mesmo com o reator tendo uma vida útil de mais vinte anos, a Índia declarou que o reator seria desativado até 2010, em conformidade com o Acordo Nuclear Indo-americano assinado entre o Primeiro-Ministro Indiano Manmohan Singh e o Presidente dos EUA, George W. Bush. O reator foi desativado em 31 de dezembro de 2010.